# Hélio Bagunça
Hélio Romão de Paula (? – São Paulo, 30 de maio de 2007) era filho de mãe paulistana e pai carioca, tinha três anos quando mudou junto de sua mãe e de sua irmã mais velha para a Bela Vista e 14 quando foi para a Barra Funda de onde não mais se afastara. Desde menino já tinha paixão pela música tornando-se membro da banda musical do colégio.
A paixão pela música o levou a dança de onde já na infância apontava traços de que seria um expoente nesta arte o que se tornou realidade com o passar dos anos, desenvolvendo sua malandragem do samba no pé, pelos salões de gafieira da cidade contagiando a todos com seu estilo revolucionário.
Por se destacar nos dois segmentos, acabou formando discípulos da sua arte e nos anos 70 saído do Garitão que era na época uma das casas mais famosa da cidade, teve a oportunidade de exportar para o mundo através de seu grupo musical "CHIC SAMBA SHOW” a música popular brasileira acompanhada da dança. O grupo era composto por seis músicos e um time de Mulatas que abrilhantavam cada espetáculo.
Por ser um líder nato e ter ideias à frente do seu tempo, foi em 1951, menino ainda, que fez contato com o samba pela primeira vez, recriou junto com Sr Inocêncio Tobias o antigo Grupo Carnavalesco Barra Funda, fechado desde 1939, agora com o nome de Cordão Carnavalesco Camisa Verde e Branco que ganharia o carnaval comemorativo do IV Centenário da cidade de São Paulo. No início, muitos foram os problemas para transformar o sonho em realidade: a repressão da polícia, os maus tratos, a falta de verba, a falta de espaço físico e tantos outros… Entretanto, essas dificuldades foram minimizadas porque junto com os baluartes acreditaram, cultivaram e trabalharam com o mesmo empenho e amor ao samba.
Foi sua pró atividade, carisma e imensa facilidade em lidar com as pessoas, que fez com que seu Inocêncio o colocasse para ser seu braço direito no desenvolvimento das atividades no cordão fazendo assim com que ele se tornasse o primeiro diretor de harmonia e mestre de cerimônia de São Paulo.
Como na ocasião para que não houvesse problemas no desenvolvimento das atividades carnavalescas, cada cordão deveria colocar em prática algum projeto social, o Sr. Inocêncio pediu para criar no espaço São Paulo Chic algo que fosse extensão do cordão, foi aí que surgiu a primeira roda de samba de São Paulo que acontecia toda segunda–feira. Foi a partir daí que começaram a surgir os universitários de vários lugares da cidade e incorporam-se ao projeto que se tornou um sucesso.
A partir daí, o samba tornou-se uma atividade cultural que estava derrubando fronteiras, pois com o tempo foram surgindo solicitações de palestras em universidades atraindo assim cada vez mais estudantes interessados em conhecer um pouco deste segmento cultural que até então era desconhecido.
Foi em fevereiro de 1973 que junto de um grupo de universitários da USP que eram:sua esposa Maria Helena, Aníbal Vaz, Elisa, Marcos dos Santos,entre outros, que em reunião em sua casa na Rua Albuquerque Lins decidiram fundar uma escola de samba diferente, segmentada a este novo formato de público que estava se tornando uma nova geração de sambistas que acreditavam na cultura de raiz popular.
Foi assim que nasceu a Tom Maior, escola que foi por ele presidida no seu primeiro ano, muitas expectativas foram depositadas neste novo nicho, pois a vontade de construir uma escola de samba nova em um espaço elitizado que era o Sumaré.
Alguns anos se passaram até o falecimento do Sr. Inocêncio e as atividades continuaram, porém lideradas pelo seu filho Carlos Alberto Tobias o Totô como por ele era chamado, juntos formaram uma grande parceria faziam com que o Camisa Verde não perdesse suas características.

## Trajetória
Formou grandes homens que hoje são considerados grandes mestres. Foi conselheiro e ministrou cursos para jurados na Fesec, participou da fundação da Liga das Escolas de Samba de São Paulo, na UESP desenvolvia atividades culturais, junto de outros grandes nomes fundou a Embaixada do Samba Paulista tornando-se cidadão do samba de 1995 à 1998.
Durante sua trajetória esteve presente em outras agremiações como Barroca Zona Sul, Nenê de Vila Matilde, Unidos do Peruche, Flôr de Vila Dalila, Ermelinense entre outras coreografando, dirigindo e repassando os seus conhecimento.

## Últimos anos de vida
Em seus últimos anos de vida, manteve-se em sua escola de origem o Camisa Verde e Branco, aquele homem de grandes ensinamentos, que era referência para muitos no universo do samba, da cultura afro-brasileira e popular, acabou falecendo em 30 de maio de 2007 de insuficiência renal, deixando a memória e o legado para que hoje se possa dar seguimento na história, mantendo e afirmando os valores de uma geração.